# Карлесон, Леннарт
Леннарт Аксель Эдвард Ка́рлесон (швед. Lennart Axel Edvard Carleson; род. 18 марта 1928, Стокгольм) — шведский математик, специалист в области современного математического анализа и теории функций. Профессор Упсальского университета, Королевского технологического института (Стокгольм), Калифорнийского университета (США).

## Математические работы
Доказал (1966) знаменитое предположение Лузина (1915) о сходимости почти всюду ряда Фурье функций из {\displaystyle L_{2}}. В его честь названы теорема Карлесона и мера Карлесона.

## Награды, членство в академиях
Иностранный член Академии наук СССР по Отделению математики (математика) с 24 сентября 1982 года (с 1991 года — иностранный член РАН), член Шведской королевской академии наук. В 1992 году награждён премией Вольфа, в 2002-м — Большой золотой медалью имени М. В. Ломоносова, в 2003-м — медалью Сильвестра, в 2006-м — Абелевской премией. С 2012 года является членом Американского математического общества.